# 宇治站 (JR西日本)
宇治站（日语：／ Uji eki */?）位於京都府宇治市宇治宇文字，是西日本旅客鐵道（JR西日本）的鐵路車站。車站編號為JR-D09。

## 歷史
- 1896年（明治29年）1月25日 - 隨著奈良鐵道（日语：奈良鉄道）的桃山站 - 玉水站間延伸，本站同時開業。
- 1905年（明治38年）2月7日 - 公司合併，成為關西鐵道的車站。
- 1907年（明治40年）10月1日 - 關西鐵道國有化。成為帝國鐵道廳的車站。
- 1984年（昭和59年）2月1日 - 廢止貨物列車的設定。
- 1987年（昭和62年）4月1日 - 由於國鐵分割民營化，成為西日本旅客鐵道（JR西日本）的車站。
- 1991年（平成3年）3月16日 - 奈良線的快速列車開始運行。
- 2000年（平成12年）8月7日 - 開始使用橋上站房[1]。從2面3線擴張至2面4線[1]。
- 2001年（平成13年）3月3日 - 從本站 - 新田站鐵道複線化[2]，本站開始使用2面4線[3]。
- 2003年（平成15年）11月1日 - 可使用IC儲值卡「ICOCA」搭乘[4]。
- 2018年（平成30年）3月17日 - 導入車站編號。

## 車站構造
2000年8月6日前為單式・島式複合型2面3線的地面車站，但為了因應大幅增加的乘客數及奈良線增加的班車，翌日改建為島式月台2面4線的橋上車站。外觀參考平等院鳳凰堂的設計。
本站為直營車站，有配置站長，同時也作為管理車站管轄奈良線全部的中間車站。

### 月台配置
| 月台 | 路線   | 方向 | 目的地        |
| ---- | ------ | ---- | ------------- |
| 1、2 | 奈良線 | 上行 | 往 京都       |
| 3、4 | 奈良線 | 下行 | 往 木津、奈良 |

1、3號月台為待避線，2、4號月台為本線。

## 使用狀況
雖然本站乘客人數少於位於宇治市西部，近鐵京都線的大久保站，但本站與京阪宇治站為宇治觀光的玄關口。
根據京都府統計書資料，1日的平均上車人次如下表。
| 年度   | 一日平均 上車人次 |
| ------ | ----------------- |
| 1999年 | 5,828             |
| 2000年 | 5,773             |
| 2001年 | 6,241             |
| 2002年 | 6,438             |
| 2003年 | 6,645             |
| 2004年 | 6,753             |
| 2005年 | 6,975             |
| 2006年 | 7,173             |
| 2007年 | 7,361             |
| 2008年 | 7,737             |
| 2009年 | 7,578             |
| 2010年 | 7,658             |
| 2011年 | 7,743             |
| 2012年 | 7,684             |
| 2013年 | 7,616             |
| 2014年 | 8,370             |
| 2015年 | 8,604             |
| 2016年 | 8,362             |
| 2017年 | 8,548             |

## 車站周邊
京阪電氣鐵道宇治線也有一個宇治站，但必須跨過宇治橋，往東北行走約890公尺才能到達。
車站南口設有宇治市觀光協會的服務中心。此外，為了紀念2001年宇治市制50年，車站口也設置了茶壺形狀的郵筒。

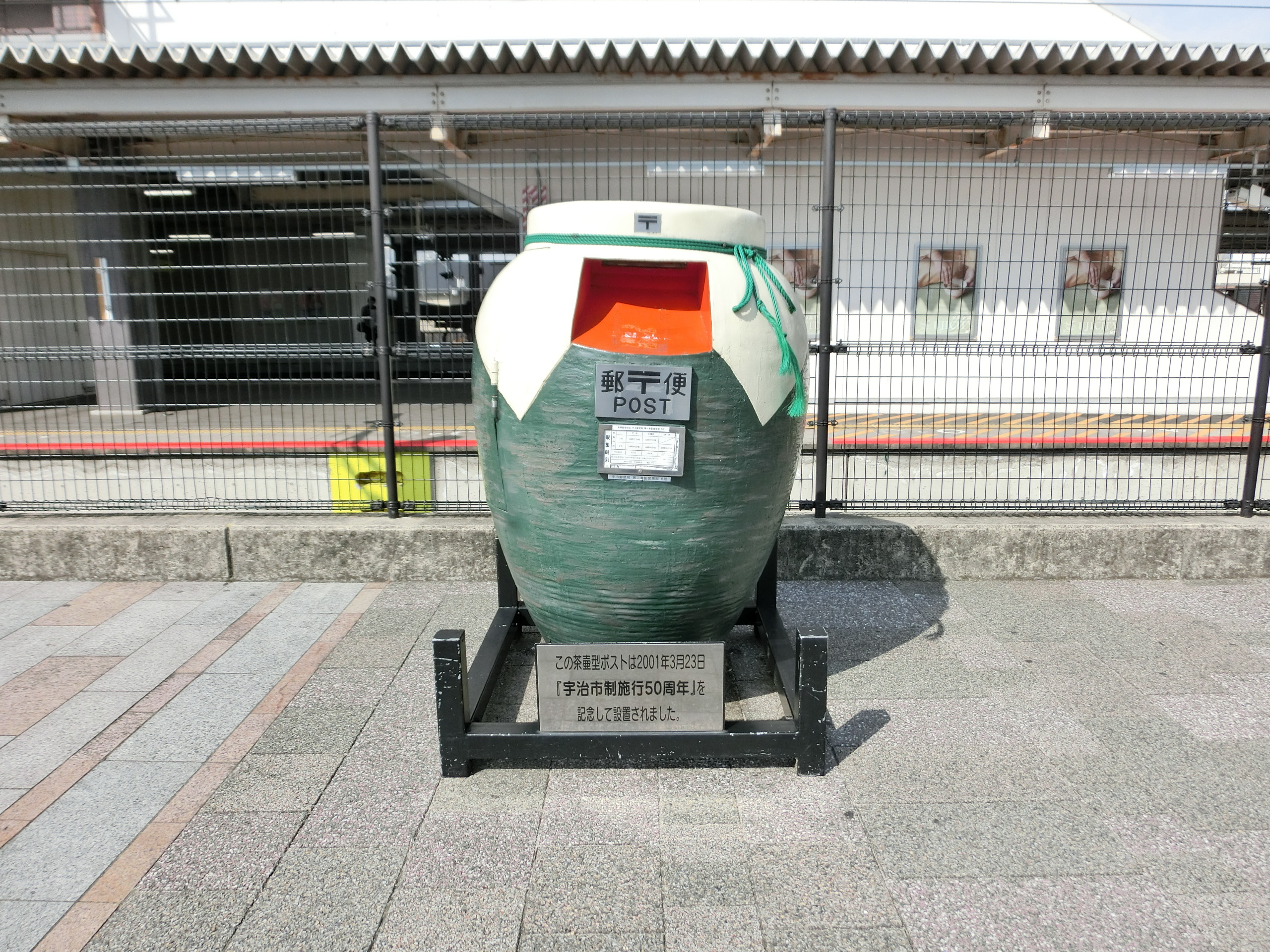
宇治站南口的郵筒

- 宇治市役所
- 宇治公民館
- 宇治郵局
- 平等院
- 縣神社
- 橋姬神社
- 宇治神社
- 宇治上神社
- 宇治武田醫院
- 中村藤吉本店
- Unitika宇治事業所
- 任天堂宇治工廠
- Kohnan JR宇治站北店
- 京都府宇治警察署本署

## 相鄰車站
西日本旅客鐵道（JR西日本）
 奈良線
■京路快速
六城藏（JR-D06）－宇治（JR-D09）－城陽（JR-D12）
■快速、■區間快速
六地藏（JR-D06）－宇治（JR-D09）－JR小倉（JR-D10）
■普通
黃檗（JR-D08）－宇治（JR-D09）－JR小倉（JR-D10）

## 外部連結
- 宇治｜車站資訊：JR出門網 - 西日本旅客鐵道